# Lasserade
Lasserade är en kommun i departementet Gers i regionen Occitanien i sydvästra Frankrike. Kommunen ligger i kantonen Plaisance som tillhör arrondissementet Mirande. År 2022 hade Lasserade 180 invånare.

## Befolkningsutveckling
Antalet invånare i kommunen Lasserade
Referens:INSEE